# Samper del Salz
Samper del Salz là một đô thị ở tỉnh Zaragoza, Aragon, Tây Ban Nha. Theo điều tra dân số 2004 của Viện thống kê Tây Ban Nha (INE), đô thị này có dân số là 130 người. Diện tích đô thị này là 11 ki-lô-mét vuông.Đô thị này nằm ở độ cao 552 m trên mực nước biển.

## Biến động dân số
| 1991 |  | 1996 |  | 2001 |  | 2004 |
| ---- |  | ---- |  | ---- |  | ---- |
| 107  |  | 149  |  | 147  |  | 130  |